# Uma Beringin
Uma Beringin is een bestuurslaag in het regentschap Sumbawa van de provincie West-Nusa Tenggara, Indonesië. Uma Beringin telt 2142 inwoners (volkstelling 2010).